# Little Wittenham
Little Wittenham is een civil parish in het bestuurlijke gebied South Oxfordshire, in het Engelse graafschap Oxfordshire met 140 inwoners.